# Разинский район
Разинский район — административно-территориальная единица в составе Горьковской и Арзамасской областей, существовавшая в 1945—1957 годах. Центр — пгт им. Степана Разина.
Разинский район был образован в июле 1945 года в составе Горьковской области.
В состав района вошли Атингеевский, Маломамлеевский, Мессинговский, Новомайданский, Печинский, Романовский, Салдамановский, Салдмамановомайданский, Санковский с/с и Степаноразинский п/с, переданные из Лукояновского района.
В октябре 1952 года из Наруксовского района в Разинский был передан Новомихайловский с/с.
В январе 1954 года Разинский район был передан в Арзамасскую область.
В июне 1954 года Мессинговский с/с был присоединён к Атингеевскому, Новомайданский — к Салдмамановомайданскому, Новомихайловский — к Печинскому. Романовский и Салдамановский с/с были объединены в Шандровский с/с.
В апреле 1957 года Разинский район был возвращён в Горьковскую область.
В ноябре 1957 года Разинский район был упразднён, а его территория передана в Лукояновский район.